# Vivian Rich
Vivian Rich (26 de mayo de 1893 - 17 de noviembre de 1957) fue una actriz estadounidense que trabajó durante la era del cine mudo.

## Carrera
Rich nació en Filadelfia y pasó su crianza allí. Posteriormente su familia se mudó a Boston y ella recibió educación en la Boston Latin School. Mientras estaba recibiendo educación en la escuela secundaria, empezó a trabajar en el teatro y principalmente apareció en comedias musicales, Rich vivía con su madre en Santa Bárbara, California.
Firmó un contrato con Nestor Film Company en 1912 y protagonizó aldereror de 200 películas. Rich se retiró de la industria cinematográfica en 1931.

## Who's Who in the Film World

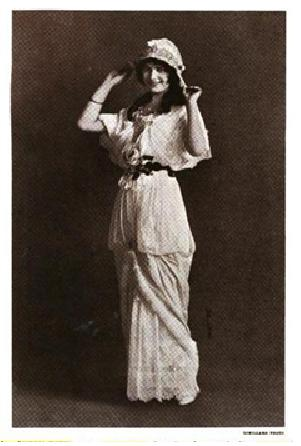
Who's Who in the Film World (1914)

Su biografía en Who's Who in the Film World es la siguiente:
"Miss Vivian Rich, una talentosa actriz que trabajó en la compañía Sidney Ayres Co., American Films, ha tenido éxito en tan poco tiempo, nacida en Filadelfia. 26 de mayo de 1894. Su primera aparición fue en la obra "Country Girl," empezó a trabajar en el Herald Square Theatre. Nueva York; luego del compromiso, Rich se unió a Lux Company, llegando a la costa del Pacífico. Rich decidió dejar Lux Company para firmar un contrato con Nestor Film Company. Donde empezó a trabajar en la industria cinematográfica. Después de haber permanecido durante un tiempo con Nestor Film Company, Rich se unió a American Film Company, y ha estado trabajando allí actualmente. Tanto en la industria teatral como cinematográfica, Miss Vivian Rich ha tenido éxito en su voz, sus modales atractivos, y su extrema belleza la convierte en una de las actrices favoritas de la industria cinematográfica. Algunos de sus apariciones mas recientes incluyen "The Oath of Pierre," "The Lost Sermon," "Oil On Troubled Waters," "Truth in the Wilderness," etc. Dirección: American Film Company, Santa Barbara, Cal."

## Muerte
El 17 de noviembre de 1957, Rich murió en un accidente de tráfico en Los Ángeles. Esta enterrada en el Cementerio Valhalla Memorial Park ubicado en North Hollywood (Los Ángeles).

## Filmografía

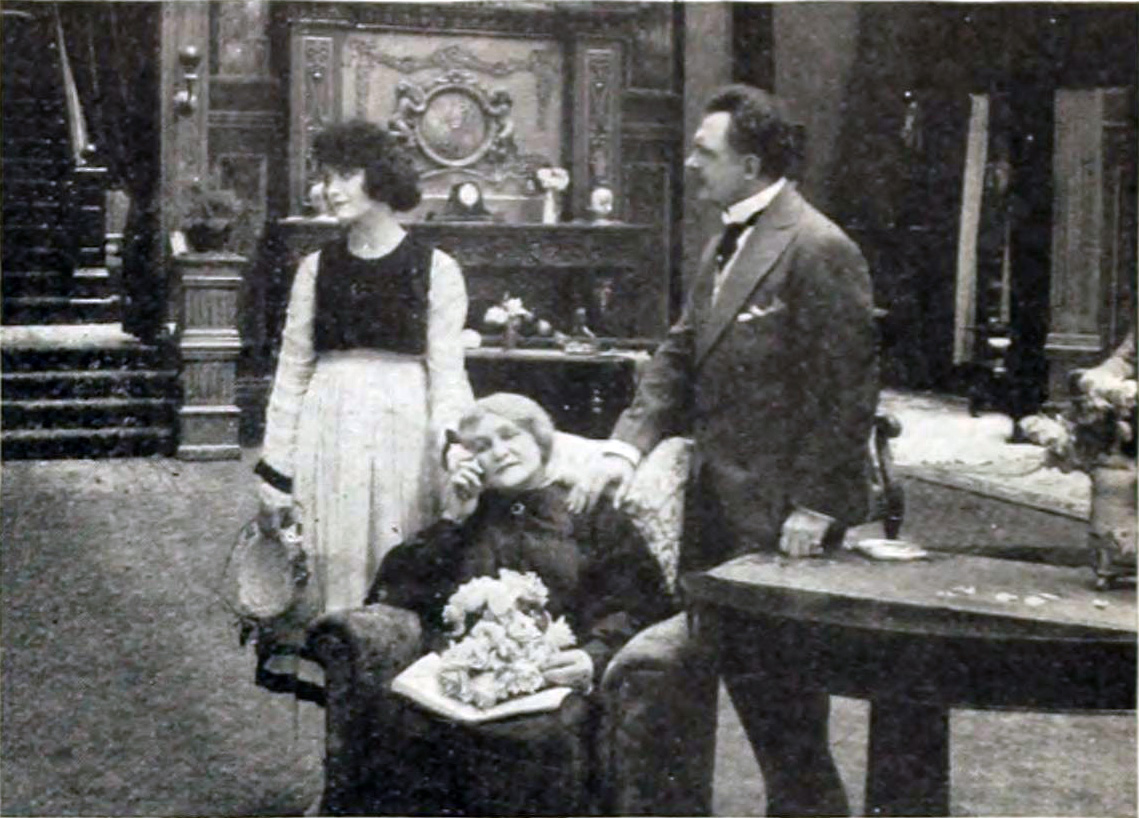
The Gentle Conspiracy (1916)

| Año  | Película                      | Papel                          |
| ---- | ----------------------------- | ------------------------------ |
| 1913 | At Midnight                   |                                |
| 1913 | The Ways of Fate              |                                |
| 1914 | Does It End Right?            |                                |
| 1914 | Their Worldly Goods           |                                |
| 1914 | The Taming of Sunnybrook Nell | Sunnybrook Nell, hija          |
| 1914 | Old Enough to Be Her Grandpa  | Lora                           |
| 1915 | Competition                   | Myra Stubbs - Hija             |
| 1915 | The Day of Reckoning          | Martha True                    |
| 1915 | The Poet of the Peaks         | Lydia Lovell                   |
| 1915 | A Good Business Deal          |                                |
| 1915 | Mountain Mary                 | Mountain Mary Turell           |
| 1915 | To Melody a Soul Responds     | Elsa Krieg - Hija              |
| 1915 | The Newer Way                 | Betty                          |
| 1915 | After the Storm               | Jane Roper                     |
| 1915 | The Exile of Bar-K Ranch      | Millie Donald                  |
| 1915 | The Assayer of Lone Gap       |                                |
| 1915 | Drawing the Line              | Edith Latimer                  |
| 1915 | The Spirit of Adventure       | The Mysterious Woman           |
| 1915 | A Question of Honor           | Nellie Fisher - Joe's Daughter |
| 1915 | In Trust                      |                                |
| 1915 | The Little Lady Next Door     |                                |
| 1915 | Hearts in Shadow              | Nan Raymond                    |
| 1915 | Profit from Loss              | Nellie Carter                  |
| 1915 | The Blot on the Shield        |                                |
| 1915 | The Smuggler's Cave           |                                |
| 1915 | The Wasp                      |                                |
| 1915 | To Rent Furnished             | Kate Proctor - Artista         |
| 1915 | The Substitute Minister       |                                |
| 1915 | The Bluffers                  | Patty                          |
| 1915 | The Silver Lining             | Nell Allen                     |
| 1915 | The Solution to the Mystery   | Bessie Mitchell                |
| 1916 | Matching Dreams               |                                |
| 1916 | Viviana                       |                                |
| 1916 | A Sanitarium Scramble         |                                |
| 1916 | Tangled Skeins                | Laura Doone                    |
| 1917 | The Man from Montana          | Meta Cooper                    |
| 1917 | A Branded Soul                | Donna Sartoris                 |
| 1925 | Idaho                         | Beth Cameron                   |